# Apochrysa cognata
Apochrysa cognata là một loài côn trùng trong họ Chrysopidae thuộc bộ Neuroptera. Loài này được Kimmins miêu tả năm 1953.